# Unai Risueño
Unai Risueño Hernández (Ortuella, 1978) is een in Nederland woonachtige Spaanse fotograaf. Bij de ondertekening van zijn werken laat hij 'Hernández' doorgaans weg en identificeert hij zich als Unai Risueño.
Nadat hij in 2003 naar Nederland verhuisde, ging hij fotojournalistiek studeren aan de fotovakschool te Amsterdam en Apeldoorn, alwaar hij in 2007 afstudeerde.